# Lovehunter
Lovehunter je druhé studiové album britské hard rockové skupiny Whitesnake, vydané v říjnu 1979. Album bylo na čísle 29 na UK Albums Chart.

## Seznam skladeb
1. "Long Way from Home" (David Coverdale) – 4:58
2. "Walking in the Shadow of the Blues" (Coverdale, Bernie Marsden) – 4:26
3. "Help Me Thro' the Day" (Leon Russell) – 4:40
4. "Medicine Man" (Coverdale) – 4:00
5. "You 'n' Me" (Coverdale, Marsden) – 3:25
6. "Mean Business" (Coverdale, Micky Moody, Marsden, Neil Murray, Jon Lord, Dave Dowle) – 3:49
7. "Love Hunter" (Coverdale, Moody, Marsden) – 5:38
8. "Outlaw" (Coverdale, Marsden, Lord) – 4:04
9. "Rock 'N' Roll Women" (Coverdale, Moody) – 4:44
10. "We Wish You Well" (Coverdale) – 1:39

Bonusy (2006):
1. "Belgian Tom's Hat Trick" (Moody) – 3:40
2. "Love to Keep You Warm" (Coverdale) – 3:30
3. "Ain't No Love in the Heart of the City" (Michael Price, Dan Walsh) – 4:54
4. "Trouble" (Coverdale, Marsden) – 4:30

## Sestava
- David Coverdale – zpěv
- Micky Moody – kytara
- Bernie Marsden – kytara, zpěv
- Jon Lord – klávesy
- Neil Murray – baskytara
- Dave Dowle – bicí